# Janica Kostelić
Janica Kostelić (Zagreb, 5. siječnja 1982.) bivša je hrvatska alpska skijašica i jedna od najuspješnijih skijašica svih vremena. S četirima olimpijskim zlatnim medaljama i dvjema srebrnim Janica Kostelić najuspješnija je alpska skijašica u povijesti Zimskih olimpijskih igara. 
Osvojila je Svjetski skijaški kup 2001., 2003. i 2006. godine. Dana 15. siječnja 2006. godine Kostelić je postala tek treća skijašica u povijesti Kupa (nakon Šveđanke Pernille Wiberg i Austrijanke Petre Kronberger) koja je pobjeđivala u utrkama u Svjetskom kupu u svih pet skijaških disciplina. Dana 5. veljače 2006. godine postala je druga skijašica (nakon Petre Kronberger) koja je pobijedila u svih pet disciplina u jednoj sezoni.

## Početci skijanja
S tri godine starosti, Janica Kostelić stala je prvi puta na skije.[nedostaje izvor]
"Počela sam trenirati kada mi je bilo devet ili deset godina, ne mogu se točno sjetiti. I moj klub je bio i ostao SK Zagreb" – rekla je u jednoj izjavi.[nedostaje izvor]
Osvojila je sve moguće u dječjim natjecanjima, i u njezinoj posljednjoj sezoni 1996./1997. osvojila je i Topolino i Pinocchio – dva najvažnija događaja u dječjim natjecanjima slaloma i veleslaloma. U sve 22 utrke u kojima je startala u sezoni bila je pobjednica.

## Početak profesionalne športske karijere
Prvu pobjedu ostvarila je u svojoj devetoj FIS-ovoj utrci, krajem 1997. U superveleslalomskoj utrci u austrijskom Gerlitzenu startala je kao 83., a završila prva. Do kraja sezone pet puta bila je prva, sedam puta druga i pet puta treća.

## Zimske olimpijske igre – Nagano 1998.
U istoj sezoni, predstavila se na najvećem svjetskom događaju – Zimskim olimpijskim igrama u Naganu 1998. godine. Sa 16 godina bila je najmlađa alpska skijašica i vratila se s osvojenim 8. mjestom u kombinaciji, što je bilo najveće dostignuće hrvatskih skijaša na zimskim olimpijskim igrama do tada. Janica je sudjelovala u svim skijaškim disciplinama u ženskoj konkurenciji u Naganu i uz to što je bila 8. u kombinaciji, bila je 24. u veleslalomu, 25. u spustu, 26. u superveleslalomu, ali nije završila slalom.

## Sezona 1998./1999.
Janica je završila tu odličnu sezonu, potvrdivši tako da je svjetski prvoklasni talent na Svjetskom juniorskom prvenstvu u Francuskoj, gdje je osvojila broncu u superveleslalomu i srebro u kombinaciji. Došlo je vrijeme za Svjetski kup. Sezona "Bijele predstave" (1998./1999.) otvorena je krajem listopada u austrijskom Söldenu. Janica je tamo otišla bez velikih očekivanja: "Bilo bi sjajno ako bi se uspjela plasirati u drugu vožnju". Njezina želja se ostvarila i to na fantastičan način – završila je 12. startajući kao 54. u prvoj vožnji.
Mjesec dana kasnije, na američko-kanadskoj turneji, podigla je prašinu u Svjetskome kupu. Nije bilo medija kojemu je promakla priča o "djetetu iz Hrvatske, zemlje bez skijaške tradicije, koje je izuzetno dobro". "Hrvatska senzacija" – kao što je često nazivana, osvojila je 4. mjesto u drugom veleslalomu u Park Cityju. Samo dva dana kasnije, poslije njezinog prvog slaloma u Svjetskome kupu, popela se na podij po prvi puta završivši utrku 3., startajući kao 53. Skijala je i na Svjetskom prvenstvu u Vailu, ali sve što se događalo oko nje: medijski pritisak, strka sa Svjetskoga kupa i iznenadni gubitak težine, bilo je previše za sedamnaestogodišnju djevojku pa je rezultiralo padom u njezinoj skijaškoj izvedbi. Janičin najbolji rezultat Svjetskog prvenstva bilo je 7. mjesto u kombinaciji. Bila je 22. u superveleslalomu, 23. u slalomu, 29. u spustu, te nije završila utrku u veleslalomu.

## Sezona 1999./2000.
Sezonu kasnije, vratila se bolja nego ikada. Više nije bila "djevojčica u usponu", već skijašica od koje se očekivalo, potvrda rezultata protekle sezone. Janica je to učinila na divan način. Dana, 5. prosinca 1999. u francuskom Serre Chevaileru osvojila je svoju prvu slalomsku utrku Svjetskoga kupa, na impresivan način. Ostavila je drugoplasiranu Norvežanku Trine Bakke cijelu sekundu i 78 stotinki sekunde iza sebe. Takva razlika u ženskom slalomu nije česta.
Samo nekoliko dana kasnije, u talijanskom Sestriere-u bila je ponovno najbolja u slalomu s prednošću opet većom od sekunde. Činila se nepobjedivom u slalomu, te se njezino ime počelo spominjati kao vjerojatno za ukupnu pobjedu u Svjetskom kupu. U tom trenutku vodila je u Svjetskome kupu s 420 bodova i iako je imala samo 17 godina, bila je medu prvih 10 u svim disciplinama.
Nažalost, serija njezinih nevjerojatnih pobjeda iznenada je bila prekinuta strašnim padom na treningu spusta u švicarskom St. Moritzu, kada su joj pukla četiri od sedam ligamenata desnoga koljena. Na taj je način bila završena sezona.

## Sezona 2000./2001.
Iznimno teška i komplicirana ozljeda, dala je liječnicima krajnje nejasan pogled o nastavku njezine karijere. Ali Janica je pokazala, da je jača od drugih vrativši se na staze u prvim utrkama sezone 2000./2001. u austrijskom Söldenu. Njezina uspješna priča Svjetskoga kupa je i započela tamo prije dvije godine.
U američkom Park Cityju, prvi puta je pobijedila nakon teške ozljede, te odnijela treću pobjedu zaredom (nakon pobjeda u Sestriere (Italija) i Serre Chevallieru (Francuska)).
Nakon toga, Janica je pobijedila još 7 puta: u Aspenu (SAD), u Sestrieru (Italija) dva puta, u Semmeringu (Austrija), u Flachau (kao i u kombinaciji) (Austrija), u Ofterschwangu (Njemačka) i Garmischu (Njemačka).
U odličnom i neizvjesnom završetku sezone, borila se za 1. mjesto s Renate Götschl. Uspjela je i ukupnom slalomskom pobjedom postala je jedna od najmlađih pobjednica Svjetskoga kupa. Nažalost, na Svjetskom prvenstvu u alpskom skijanju u St. Antonu, Janici je promakla medalja u slalomu. Nakon što je odlično odskijala utrku kombinacije spusta, pala je u kombinacijskom slalomu. Bila je 5. u slalomskoj utrci.
Prije velikog finala Svjetskoga kupa u švedskom Areu, Janica je imala konstantne povrede, nakon kojih je uslijedilo teško razdoblje duže od pola godine, s tri operacije koljena i mnogo dana rehabilitacije. Janica je jedva čekala povratak.
Početkom studenoga, napokon se vratila na snijeg, da bi trenirala. Radi priprema, propustila je utrku Svjetskoga kupa u Söldenu, kao i američko-kanadsku turneju. Oporavljena od povreda i sa svježom motivacijom nestrpljivo je čekala utrke u Sestrieru (Italija) i glavni cilj sezone – zimske Olimpijske igre u Salt Lake Cityju.
Poslije ozbiljnih problema s ozljedama i nakon tri operacije lijevog koljena te vremena njezinog oporavka i prvog dijela sezone, Janica u Salt Lake Cityju nije stigla kao veliki favorit. Ipak, njezin otac Ante Kostelić i timski direktor Vedran Pavlek bili su svjesni, da joj se forma poboljšavala tijekom siječanjskih utrka. Radilo se o njezinoj bolesti na utrkama u Cortini d` Ampezzo (Italija) i uglavnom činjenici, da još nije bila u borbi za ukupno vodstvo u Svjetskom kupu kao i o postizanju boljeg vremena za Salt Lake City. Tako su propustili četiri utrke Svjetskog kupa u Areu (Švedska), koje su prethodile zimskim Olimpijskim igrama te poslali Janicu nekoliko dana na skijaški trening u Innerkrems (Austrija) i par dana na kondicijski trening u Selce, što se pokazalo ispravnim odlukama.

## Zimske olimpijske igre – Salt Lake City 2002.
Tada dolazi "Janičino vrijeme" – vrijeme Zimskih olimpijskih igara u Salt Lake Cityju, glavni cilj sezone, ali isto tako i glavni cilj četverogodišnjeg olimpijskog intervala od 1998. – 2002., na čemu je Janica gradila sve svoje treninge tijekom sezone 2001./2002. Bila je spremna riskirati Svjetski kup, kako bi se što bolje pripremila za "napad" prema Olimpu.
Janica je stigla u Salt Lake City potpuno pripremljena, svježa i motivirana demonstrirajući izvrsnu formu u svom prvom treningu, koji joj je dao dodatnu snagu i optimizam za prve utrke. Točno prema prenatrpanom rasporedu i vremenskoj prognozi donesena je odluka, da Janica ne će sudjelovati u spustu te da bi se trebala potpuno usredotočiti na kombinaciju, gdje su njezine šanse za medalju bile najveće. To je bio uspjeh! Janica je osvojila zlatnu medalju s dvije odlične utrke u kombinacijskom slalomu u kojemu je bila prva i u fantastičnoj utrci u kombinacijskom spustu. To je bila prva medalja u povijesti hrvatskog skijanja i prva hrvatska medalja na Zimskim olimpijskim igrama.
Po Janičinoj prednosti bilo je sigurno, da je zbog vremenskih uvjeta bilo bolje prvo se odlučiti za slalom nego za spust. Nakon što je osvojila zlatnu medalju u kombinaciji, Janica je dobila potrebnu sigurnost i vjeru u sebe za nadolazeće utrke. Tri dana kasnije dogodio se uspjeh, koji je bio iznenađenje za mnoge – srebrna medalja u superveleslalomu sa samo 0,05 zaostatka za pobijednicom utrke Danielom Ceccarelli. Janica je samo dva sata nakon osvajanja srebrne medalje u superveleslalomu, već bila na izuzetno zahtjevnoj veleslalomskoj stazi trenirajući s muškim natjecateljima. Nakon osvajanja dviju medalja u predjelu Snow Basinu, Janica se sa svojom ekipom preselila u Park City i Deer Valley, gdje su na rasporedu bile tehničke discipline. Janica je i dalje bila potpuno usredotočena na nadolazeće utrke i nije imala vremena za euforiju i slavlje svjesna kako je još očekuju dvije potencijalne medalje za osvojiti. Već u sljedećoj utrci u Deer Valleyu, Janica je uspjela, bez obzira na izrazito teške vremenske uvjete i slabo pripremljenu stazu, osvojiti slalom pobijedivši drugoplasiranu Francuskinju Lauru Pequegnot s 0,07 sekundi prednosti. Poslije njezine treće medalje i fantastičnih trening-utrka, Janica je bila potpuno opuštena te startajući s brojem 19, osvojila i veleslalom s najboljim vremenom u obje utrke. To je bila njezina četvrta medalja u Salt Lakeu 2002. godine, a treća zlatna, u njezinim nastupima.

### Doček junakinje
Janičin rodni grad Zagreb i cijela Hrvatska dočekali su Janicu nevjerojatnim dočekom, kakvim se može podičiti malo športaša u svijetu. To su bili dani ponosa i slave za sve Hrvate, a posebno za Janicu, njezinu obitelj i čitavu hrvatsku skijašku ekipu i njihove prijatelje.

## Sezona 2001./2002.
U sezoni Svjetskog kupa 2001./2002., Janica je propustila prvi dio događanja zbog ozljeda i bilo je jasno, da je teško za očekivati, da će moći obraniti titulu ukupne pobjednice Svjetskog kupa. Svoj povratak najavila je u Sestriersu (Italija) u utrci Svjetskog kupa, ali se nije uspjela izboriti za drugu vožnju u svom prvom slalomu sezone. U sljedećoj utrci u Val-d'Isèreu osvojila je odlično 12. mjesto u veleslalomu, ali dan kasnije, poslije odličnog starta i najboljeg vremena, pala je i ozljedila se. Taj pad i ozljeda ostavili su traga na njezinom skijanju u sljedećim mjesecima. Prvi put stala je na pobjednički podij za kombinaciju u Saalbachu osvojivši 2. mjesto i kasnije u slalomu u Berchtesgadenu osvojivši 3. mjesto. Prije odlaska u Salt Lake City, njezin najbolji ostvareni rezultat u karijeri u superveleslalomu bilo je 4. mjesto u Cortini d´ Ampezzo.
Nakon povratka iz Salt Lake Cityja, puna samopouzdanja osvojila je slalomsku utrku u finalu svjetskoga kupa u Flachau (Austrija) završivši sezonu 2001./2002. na najbolji mogući način. Bila je to sezona, koju će Janica i cijeli svijet pamtiti zauvijek! Sezona puna velikih uspjeha i sjajnih odličja, koja su Janicu svrstala među svjetske športaše, koji su najviše puta osvojili medalje. Time je definitivno postala i hrvatska športašica s najviše pobjeda.
Dobitnica je Državne nagrade za sport „Franjo Bučar”.

## Sezona 2002./2003.
Nova sezona 2002./2003. bila je sezona novih inspiracija i motivacija. Tijekom ljeta 2002. godine, Janica Kostelić imala je još jednu operaciju. Njezina operacija slijepog crijeva usporila je pripreme za tu sezonu i iz toga razloga morala je svoje kondicijske treninge i skijaške treninge u rujnu u Hintertuxu odgoditi za više od mjesec dana. Medutim, Janica, njezin otac Ante i cjelokupna ekipa uvijek su bili spremni za neko "zdravstveno iznenadenje". Janica se više, brže i bolje pripremala za nadolazeću sezonu 2002./2003. i tako ponovo počela s još jednom odličnom sezonom. Njezina prva velika pobjeda sezone dogodila se na američkom snijegu, koji joj je odlično odgovarao u Park Cityju (SAD). To joj je dalo još više snage i inspiracije te vjere u sebe u ostatku sezone. Ostvarila je ponovno velik niz pobjeda. U Lenzerheideu (Švicarska), imala je dvije pobjede u utrkama slaloma i kombinacije. Kalendarsku godinu završila je još jednom slalomskom pobjedom u Semmeringu (Austrija). Janica je zadržala svoju ukupnu vodeću poziciju kroz cijelu sezonu. U siječnju, osvojila je još jednu slalomsku utrku u Bormiju (Italija).
St. Moritz i Svjetsko prvenstvo u alpskom skijanju bili su nova inspiracija za Janicu. Dvije godine ranije nije imala sreće u St. Antonu (Austrija) ali sada, s puno više iskustva i sigurnosti Janica je pobijedila u kombinaciji i slalomskoj utrci pokazavši još jednom da je istinska prvakinja, rođena šampionka za postizanje najviših vrhova! Još jednom svjetske prvake u slalomu, Janicu i njezinog brata Ivicu i cjelokupnom reprezentacijom, dočekale su tisuće Zagrepčana.
Još jedna velika utrka svjetskoga kupa osvojena u Åreu (Švedska) bila je posljednji pokazatelj da je Janica neuhvatljiva i da joj za ukupan naslov pobjednice Svjetskog kupa i za veliki FIS kristalni globus nema konkurencije.
Rekapitulacija sezone Janice Kostelić u godini 2002./2003. je impozantna: 12 postolja, 5 pobjeda u Svjetskom kupu i dvije zlatne medalje sa Svjetskog prvenstva, 5 puta drugo mjesto i jednom treća pozicija te ukupna pobjeda u Svjetskom kupu – veliki kristalni globus i mali kristalni globus za slalom; 1570 bodova u Svjetskom kupu i 470 bodova prednosti ispred drugoplasirane, također velike skijašice Karen Putzer iz Italije. Janica je i sama bila vrlo zadovoljna svojim rezultatima, kao i iskorakom u veleslalomu i superveleslalomu. Zbog dva druga mjesta u tim disciplinama, u planu su bile pobjede u svim disciplinama u sljedećoj sezoni.
Bruno Kovačević i Rajko Varlaj snimili su športski dokumentarni film „Dnevnik pobjednika” o životu Janice i njezinog brata Ivice Kostelića. Najgledaniji je domaći dokumentarni film svih vremena. Dobio je nagradu 2002. godine, na svjetskom festivalu športskog dokumentarnog filma u švicarskoj Lausanni.

## Sezona 2003./2004.
Janica je propustila sezonu, zbog problema sa štitnjačom te ozljede desnoga koljena. Operaciju odstranjivanja štitnjače obavio je dr. Miljenko Radetić, u Zagrebu 20. siječnja 2004. godine. Operaciju hrskavice desnoga koljena obavio je dr. Christian Schenk u austrijskom Schrunsu 24. veljače 2004. godine.

## Sezona 2004./2005.
Janica je završila rehabilitaciju u Termama Selce i Top Termama Topusko, te započela s treninzima na snijegu na austrijskom ledenjaku Hintertux, 13. svibnja 2004. godine, gdje je trenirala do sredine lipnja.
To su bili treninzi lakšeg intenziteta, sastojali su se od puno skijanja slobodnim stilom i treniranja s kratkim štapovima. Nakon odmora u Portugalu, Janica je otišla na Mljet, na jug Hrvatske, stalnu ljetnu bazu Kostelićevih, gdje je ostala cijelu prvu polovicu srpnja i cijeli kolovoz i gdje je obavila tjelesne pripreme. Posljednja dva tjedna u srpnju i prva dva u kolovozu, provela je u švicarskom Zermattu, trenirajući sve discipline uz odlične uvjete. To su bila njezina prva dva ozbiljnija treninga. Na nesreću, razboljela se od jake gripe, pred kraj priprema u Zermattu i izgubila desetak dana treninga. Nakon toga pripremala se ponovno na Hintertuxu, uobičajenoj destinaciji za trening. Također je provela tri dana trenirajući na stazi Svjetskog kupa u austrijskom Söldenu. Konačne pripreme za prvu utrku Svjetskog kupa u Söldenu, završila je na Hintertuxu, a tamo je trenirala, sve do početka studenoga. Prema planu otišla je u SAD, 11. studenoga 2004. godine i trenirala u Lovelandu, te se natjecala u dvije FIS utrke u Breckenridgeu prije utrka Svjetskog kupa u Aspenu.
Plan je bio nastupanje na svim utrkama Svjetskog kupa te sezone, uz moguće iznimke pojedinih spustova i superveleslaloma, zbog problema s koljenom, umora i sl.
Janica je posjetila dr. Hochmeistera u švicarskom Bad Ragazu nekoliko puta te godine te dobila tretman sličan onome, koji je prošla švicarska skijašica Sonja Nef.
Još uvijek je tijekom skijanja osjećala bol u koljenu, promjenjiva inteziteta. No, od liječnika Miroslava Hašpla, Christiana Schenka i Rolfa Hochmeistera dobila je dopuštenje za treniranje i nastupanje punom snagom.
Te sezone, ostvarila je u Svjetskom kupu jednu pobjedu u slalomu u američkom Aspenu i jednu u kombinaciji u talijanskom skijalištu San Sicario. Nije završila utrku u prvoj slalomskoj utrci na Sljemenu.
Natjecateljsku formu, posebno je pripremala za Svjetsko prvenstvo u talijanskom Bormiju, gdje je osvojila prva mjesta u slalomu, spustu i kombinaciji. Tako je obranila naslove u slalomu i kombinaciji s prošlog Svjetskog prvenstva u St. Moritzu 2003. godine.

## Sezona 2005./2006.
Sezona je bila izuzetno uspješna. Osvojila je veliki kristalni globus kao ukupna pobjednica Svjetskog kupa. Pobijedila je u svim skijaškim disciplinama, što joj ni u jednoj sezoni, do tada nije uspjelo. U slalomu je slavila tri puta u njemačkom Ofterschwangu, finskom Leviju i švedskom skijalištu Åreu. Dva puta bila je pobjednica u veleslalomu u češkom Špindlerůvom Mlýnu i Åreu. U austrijskom Bad Kleinkirchheimu pobijedila je u spustu i superveleslalomu. Pobjede u kombinaciju, ostvarila je u švicarskom skijalištu St. Moritzu i norveškom Hafjell-Kvitfejllu. U slalomskoj utrci na Sljemenu, na njezin 24. rođendan, 5. siječnja 2006. godine, u drugoj, legendarnoj vožnji, skijala je bez jednog štapa i rukavice postigla 3. mjesto.
Dana 25. svibnja 2006. godine, Janica je bila dobitnica nagrade Laureus, športskog "Oscara" za najbolju športašicu godine. Bila je nominirana i 2003. godine u dvije kategorije; za športašicu godine te povratnika godine, ali nije dobila nagrade.

## Zimske olimpijske igre – Torino 2006.
Na Zimskim olimpijskim igrama u Torinu 15. veljače 2006. godine, Janica je odustala u spustu. Već tri dana kasnije, 18. veljače osvaja zlatnu medalju u kombinaciji i tako nastavila četverogodišnji niz nepobjedivosti u toj disciplini, a 20. veljače osvaja srebro u super veleslalomu na stazi San Sicario. Unatoč temperaturi i narušenom zdravlju, Janica je postigla velike uspjehe. Tako je olimpijsku kolekciju povećala na ukupno 6 medalja – 4 zlatne i 2 srebrne. Time je postala najuspješnija svjetska skijašica u povijesti Olimpijskih igara. Jako se radovala srebrnoj medalji svoga brata Ivice na istom natjecanju.

## Povlačenje i život poslije karijere
Dana, 6. listopada 2006. godine, Janica je objavila, da neće skijati u sezoni 2006./2007., zbog zdravstvenih problema s koljenom i leđima. 
Dana, 19. travnja 2007. godine, Janica je na konferenciji za novinare u Tomislavovu domu na Sljemenu objavila, da se definitivno povlači iz skijanja, a kao glavni razlog navela je brojne probleme s ozljedama koje je imala u skijaškoj karijeri.
U Trinaestoj vladi Republike Hrvatske obnašala je dužnost pomoćnice ministra (doministrice) Predraga Šustara športa u Ministarstvu obrazovanja, znanosti i športa.
Kostelić je 10. studenoga 2016. godine imenovana prvom državnom tajnicom odbora za šport, napustivši doministarsko mjesto.
Dana 1. siječnja 2019. godine, rodila je sina Oskara.

## Presjek karijere

### Svjetski kup
Ukupno 30 pobjeda: 20 u slalomu, 6 u kombinaciji, 2 u veleslalomu, 1 u superveleslalomu i 1 u spustu.
Ukupna pobjeda u sezonama 2000./01., 2002./2003. i 2005./2006.
- 1998./1999.:

kombinacija: 1 pobjeda (Sankt Anton (Austrija))
- 1999./2000.:

slalom : 2 pobjede (Serre Chevalier (Francuska), Sestrières (Italija))
- 2000./2001.:

slalom : 8 pobjeda (Park City (SAD), Aspen (SAD), Sestrières x 2 (Italija), Semmering ( Austrija), Flachau (Austrija), Ofterschwang (Njemačka), Garmisch-Partenkirchen (Njemačka))
kombinacija : 1 pobjeda (Flachau (Austrija))
- 2001./2002.:

slalom : 1 pobjeda (Altenmarkt-Zauchensee/Flachau (Austrija))
- 2002./2003.:

slalom : 5 pobjeda (Park City (SAD), Lenzerheide (Švicarska), Semmering (Austrija), Bormio (Italija), Aare (Švedska))
kombinacija : 1 pobjeda (Lenzerheide (Švicarska))
- 2004./2005.:

slalom : 1 pobjeda (Aspen ( SAD))
kombinacija : 1 pobjeda (San Sicario (Italija))
- 2005./2006.:

slalom : 3 pobjede (Ofterschwang (Njemačka), Levi (Finska)), (Åre (Švedska))
veleslalom : 2 pobjede (Špindlerův Mlýn (Češka)), (Åre (Švedska))
superveleslalom : 1 pobjeda (Bad Kleinkirchheim (Austrija))
spust: 1 pobjeda (Bad Kleinkirchheim (Austrija))
kombinacija : 2 pobjede (St. Moritz (Švicarska), Hafjell-Kvitfejll (Norveška))

### Svjetska prvenstva
- Vail, 1999.: 7. mjesto (kombinacija)
- St. Anton, 2001.: 5. mjesto (slalom)
- St. Moritz, 2003.: 1. mjesto (slalom), 1. mjesto (kombinacija)
- Bormio, 2005.: 1. mjesto (spust), 1. mjesto (slalom), 1. mjesto (kombinacija)

### Zimske olimpijske igre
- Nagano, 1998.: 8. mjesto (kombinacija)
- Salt Lake City, 2002.: 1. mjesto (slalom), 1. mjesto (veleslalom), 1. mjesto (kombinacija), 2. mjesto (superveleslalom)
- Torino, 2006.: 1. mjesto (kombinacija), 2. mjesto (superveleslalom)

## Vanjske poveznice
- Službena stranica Janice Kostelić